# Věrnost
Věrnost znamená dlouhodobou pevnost a spolehlivost nějakého vztahu, pevné zachovávání slibu či přísahy, případně loajalitu. Užívá se hlavně o vztahu mezi manžely a přáteli, vůči nějaké myšlence, skupině nebo programu a platí jako ctnost. V historii měla velký význam věrnost panovníkovi nebo lennímu pánovi. Opakem věrnosti je nevěra, věrolomnost, případně zrada. V metaforickém smyslu se užívá i o správné a přesné reprodukci („věrnost podoby“).

## Původ slova
Věrnost je od věrný, věřiti a víra, praslovanský tvar je věra. To je příbuzné s lat. verus, opravdový, pravý a s něm. wahr, pravdivý, pravý.

## Sociologie
Podle německého sociologa G. Simmela, který se věrností jako sociálně psychologickým fenoménem zabýval, je věrnost specifický jev, bez něhož se žádná společnost a společenství neobejde. Vymezuje ji jako „vytrvalost duše, která ji udržuje na jednou nastoupené cestě, a to i když pominul původní podnět, který ji na tuto cestu zavedl“. Je to neobyčejně široký a obecný jev, který zachovává a udržuje jednou navázané vztahy – individuální, společenské, institucionální atd. – a brání je proti proměnlivosti okolností, motivů a lidských nálad. Sama věrnost přitom vždycky působí velmi podobně, ať se týká jakéhokoli typu vztahů, a téměř na tom nezávisí.
Podobně analyzuje obdobný jev důvěry americký sociolog a filosof Francis Fukuyama v rozsáhlé monografii „Důvěra“ (Trust); rozdíl je hlavně v tom, že důvěra dovoluje vztahy zakládat, kdežto věrnost je udržuje.

## Věrnost mezi osobami
Pevný a spolehlivý vztah mezi osobami je důležitá podmínka přátelství, kde se jeden může spoléhat na druhého a může vždycky počítat s jeho podporou. Simmel soudí, že z dlouhodobého soužití něco jako věrnost často vzniká téměř automaticky, je ale podrobena zkoušce, když se takoví lidé dlouho nesetkají, a přesto si přátelský vztah udrží.
V instituci manželství je věrnost podpořena slavnostním veřejným slibem před úřadem nebo před Bohem a církví. Věrnost se někdy ztotožňuje se zachováním sexuální výlučnosti v monogamním manželství, má však ve skutečnosti širší význam: v katolické formuli svatebního slibu jeden druhému slibuje, že ho „nikdy a v ničem neopustí a bude s ním sdílet dobré i zlé“. Obrat „dokud nás nerozloučí smrt“, který také pochází z tradičního svatebního slibu, je titul řady filmů, seriálových epizod i románů.

## Politická věrnost
Organizace feudálních společností spočívala na holdu poddaných a lenní přísaze, kterou každý leník osobně skládal do rukou svého lenního pána. Podle německého historika A. Hohensteina plnil hold a přísaha věrnosti v těchto společnostech fakticky roli jakési ústavy. I v současné mezinárodní politice se hovoří o „věrném spojenectví“ a všichni ústavní činitelé skládají slib věrnosti České republice. Opakem politické věrnosti je zrada.
Požadavek bezvýhradné politické „věrnosti“ však může být i prostředkem indoktrinace a ovládání. Tak jedním z hesel, které dal Adolf Hitler svým SS, bylo „Věrnost je moje čest“.

## Abstraktní věrnost
Věrnost může člověk projevovat vůči nějaké skupině, programu nebo i myšlence, což se projeví zejména je-li za to nějak postihován něbo pronásledován. Také zde se někdy věrnost podporuje slibem nebo přísahou. Některé demokratické státy na počátku 19. století si takovou přísahu věrnosti vyhrazovaly pro sebe a odebíraly občanská práva osobám, které by přísahaly věrnost nějaké cizí instituci.

## Metaforický význam
Vzhledem k rozvoji reprodukčních technik v posledním století hraje velkou roli věrnost reprodukce – ať už obrazové nebo zvukové. Zejména v oblasti reprodukované hudby tak vzniklo označení high fidelity (vysoká věrnost), zkráceně Hi-Fi.
Také u matematických a jiných modelů nebo simulací se hodnotí jejich věrnost, to jest míra, v jaké odpovídají modelované skutečnosti a dovolují ji případně předpovídat. Požadavek věrnosti je často ve sporu s požadavkem jednoduchosti modelu: složitější model může být věrnější, bývá ale také nákladnější a náročnější na technické prostředky.